# Lotus Notes

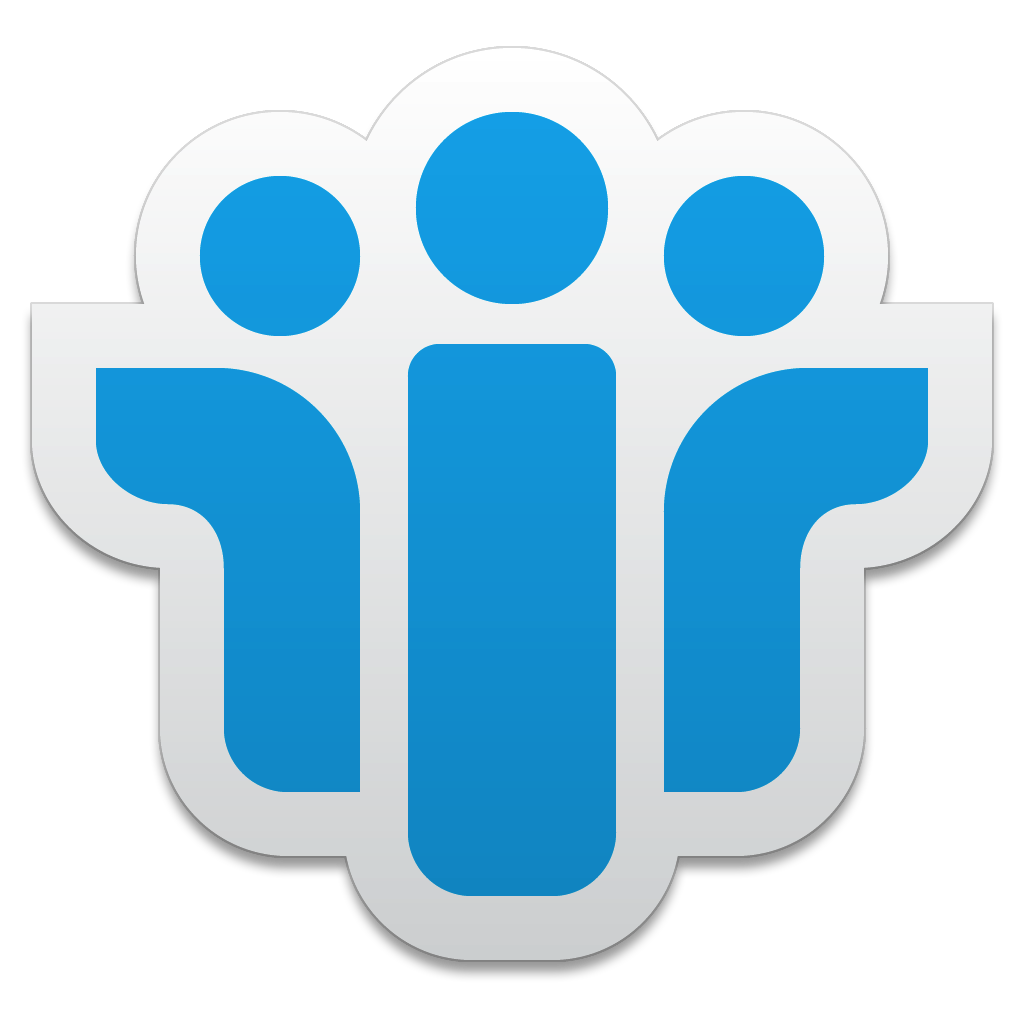
Logomarca da empresa IBM Notes 9.

HCL Notes (anteriormente LOTUS NOTES e IBM NOTES) é um sistema cliente-servidor de trabalho colaborativo e e-mail, concebido pela Lotus Software, adquirida posteriormente pela IBM e atualmente (versão 11) propriedade do grupo HCL.
É um dos software de colaboração mais utilizado no mundo [carece de fontes?] sendo traduzido para vários idiomas e podendo ser instalado em diversas plataformas e diversos sistemas operacionais, como: Microsoft Windows, Sun Solaris, Linux (Intel), IBM AIX, zOS, OS/400 e Linux no IBM eServer zSeries.

## Características
O Lotus Notes é usado principalmente como um cliente de e-mail, mas também age como cliente de comunicador instantâneo (no caso para o Lotus Sametime), Navegador, Caderno eletrônico, calendários e outros recursos, bem como uma plataforma para interagir com as aplicações colaborativas.
Pessoas que fazem suporte ao cliente do Notes consideram a fácil interoperabilidade entre todas estas características como a principal vantagem do uso do Notes em ambientes corporativos. No momento do lançamento do produto, as aplicações mais comuns eram apenas simples discussões e gerenciamentos de contatos. Hoje o Notes fornece também blogs, wikis, atividades, fóruns, arquivos e RSS Agregadores por meio da plataforma Connections. Há outros módulos contemplados como gerenciamento de cliente por CRM e sistemas de Help Desk. Além disso é possível construir aplicações por meio de suas APIs rest usando o aplicativo  "Domino Designer".[carece de fontes?]
O cliente do "Notes" pode usar protocolos como o IMAP e POP para acessar clientes de e-mail em servidores de correio sem domínio.
É um protocolo para atualizar e pesquisar diretórios rodando sobre TCP/IP.
Os Recipientes de endereços podem ser recuperados de qualquer servidor LDAP, incluindo Active Directory.
O cliente faz também a navegação embora a maioria das pessoas configurem-no para usar o seu próprio navegador (browser) em vez disto.
As características do Notes incluem o agrupamento e agendamento de calendários, e-mail baseado em SMTP (HTML esta disponível aos colaboradores que usam Java), news baseados em NNTP, e conversão automática do HTML  através do aplicativo "Domino" por HTTP.
O comunicador instantâneo do Notes permite que você veja seus colegas de trabalho online e tenha sessões do bate-papo com eles. A sessão de chat pode ser com uma ou diversas pessoas (um tipo de reunião imediata).
Na versão 7, o Notes forneceu uma interface para Web service. O "Domino" pode ser o Servidor web para os demais arquivos HTML; a autenticação do acesso às bases de dados do Domino e externos sistemas como o Active Directory da Microsoft.
Um  projeto de cliente está disponível para permitir o rápido desenvolvimento da base de dados consistindo de formulários ("forms") que permitem que os usuários criem originais; e (views) que mostram campos do documento em colunas.
Além de ser um sistema "groupware" (E-mail, calendário, compartilhamento de originais e discussões), Notes/Domino é também uma plataforma para desenvolver aplicações otimizadas em formato cliente-servidor e aplicações web. Seu uso para desenvolvimento de projetos e códigos fornecem a potencialidade que facilita a construção de qualquer tipo de aplicações "workflow" (que tem complexo processos para aprovação e roteamentos de dados).
O Domino é a plataforma de colaboração mais utilizada por empresas que pregam segurança como ponto estratégico. Houve épocas em que o Lotus Domino era proibido de sair dos Estados Unidos devido a sua criptografia.

## A Replicação dos dados
Uma das características originais do Notes e do Domino é a sua facilidade de replicação. Os servidores e os clientes podem copiar projetos de banco de dados e dados através de vários tipos de redes (incluindo por modem). Isto permite aos usuários a vantagem de usar as bases de dados do Notes mesmo off-line— da sincronização com os clientes, qualquer mudança no cliente e atualizada no servidor na próxima conexão. Mesmo quando off-line a segurança pode ser preservada, mas somente cifrando cada base de dados a um arquivo de ID especifico do Notes. Antes do Notes 6, as cópias locais eram feitas sem criptografia, que levou a alguns Web site da segurança reivindicar uma 'back door' de segurança no Notes. Com o Notes 6, entretanto, as cópias, por padrão, são cifradas com um Notes ID que é usado quando elas são criadas. A Replicação pode ser marcada, manual, ou programada. A Replicação ocorre entre um cliente e um servidor (iniciada pelo cliente) ou entre dois servidores.

## Segurança
A Segurança é desenvolvida no produto. O Notes foi o primeiro aplicativo (software) a adotar usar a Criptografia de chave pública para a autenticação do usuário e para a criptografia dos dados, e permaneceu sendo o produto com a maior base instalada de usuários CCP (Criptografia de chave pública), Até que as leis dos E.U.A. que regulam o criptografia foram mudadas em 2000.
A Lotus foi proibida de exportar versões dos Notes que suportaram as chaves simétricas de criptografia maiores que 40 bits. Em 1997, o Lotus negociou um acordo com NSA dos Estados Unidos da América que permitiu a exportação de uma versão que suportasse chaves, mais fortes com 64 bits, mas sendo 24 bits cifrados com uma chave especial e incluídos na mensagem para fornecer um "fator de redução da carga de trabalho" para o NSA. A razão disto era que os usuários dos Notes fora dos E.U.A. tiveram uma proteção mais forte contra a espionagem industrial do setor, mas nenhuma proteção adicional contra a espionagem feita pelo governo dos E.U.A. não era um segredo - de fato se anunciou intensamente - mas com alguma justificativa que muitas pessoas consideraram-na ser uma Backdoor. Alguns governos objetaram a ser postos em desvantagem quanto ao NSA, e em conseqüência disso a Lotus continuou a suportar a versão de 40 bits para estes países. Sob as leis atuais da exportação dos E.U.A., o Lotus suporta somente uma versão de Notes com CCP de chaves simétricas de 128 bit, chaves públicas de 1024 bit, e nenhum fator da redução de carga de trabalho. As ferramentas da segurança do usuário do Dominio incluem também S/MIME, a versão 3 do SSL com tamanhos chaves padrão definidos pela indústria para o HTTP e os outros protocolos da internet, os certificados de cliente para X.509, e  Certificação de Autoridade integrada.

## Programação
Notes/Domino é uma aplicação que corre em diversas plataformas ao mesmo tempo, é segura, com documentação distribuída orientada por banco de dados e um correio eletrônico estruturado em um ambiente de rápido desenvolvimento para aplicações pré-construídas como e-mail, calendário, etc. Se pondo à parte de seus concorrentes comerciais, como a Microsoft Exchange ou a Novell GroupWise, que são geralmente aplicações construída para um fim específico para correio e calendários com extensa oferta de APIs.
As bases de dados do Domino do Lotus são construídas usando o cliente Designer do Domino, disponível somente para Windows. Uma característica chave do Notes é que muitas réplicas da mesma base de dados podem existir ao mesmo tempo em usuários e clientes diferentes, através de plataformas diferentes, e usando a mesma arquitetura de armazenamento para todas as réplicas de clientes e de usuários. Originalmente, a replicação do Notes acontecia a nível do documento (isto é no registro do mesmo). Com liberação do Notes 4 em 1996, a replicação foi mudada de modo que ocorresse agora no nível do campo.
Um banco de dados é um arquivo NSF (Notes Storage Facility), contendo a unidade básica de estocagem conhecida como uma "note". toda note tem um UniqueID e um NoteID. O UniqueID identifica um note através de todas as réplicas dentro de um conjunto de servidores, um servidor de domínio, ou mesmo através de domínios pertencentes a muitas organizações que hospedam réplicas do mesmo banco de dados. O NoteID, por outro lado, é único para um note somente dentro do contexto de uma réplica. Cada note também estoca sua criação e datas de modificação, e um ou mais itens.
Há várias classes de notes, incluindo o "design notes" e o "document notes". "Design notes", que foi criado e modificado com o cliente "Domino Designer", apresenta elementos programáveis, tais quais os padrões GUI para apresentação de formulários e edição de dados, ou fórmulas e scripts para manipulação de dados. "Document notes", são criados e modificados no cliente do Lotus Notes, via um navegador, via mail envio e recebimento, ou via código de programação, detalhando dados do usuário sem perder o foco.
"Document notes" podem ter relacionamentos pai-filho, mas o Notes não devem ser considerado um base de dados hierárquica no sentido clássico do IMS. As bases de dados do Notes não são também relacionais, embora haja o SQL driver pode ser usado com o Notes, e tem algumas características que podem ser usadas para desenvolver as aplicações que imitam características relacionais. Não há nenhuma sustentação para "atomic transactions" no Notes, e seu locking por arquivos é rudimentar na melhor da hipóteses. O Notes são essencialmente uma base de dados originalmente um esquema baseada em documentos, levemente estruturada com sustentação de grande quantidade de texto e uma poderosa capacidade de indexação. Esta estrutura imita os fluxo de informação (workflow) baseado em papel dentro da empresa os quais o Notes visa  automatizar.
Os itens representam o conteúdo de um note. Cada item tem um nome, um tipo, e opcionalmente pode ter algumas "flag" ajustadas. Um note pode ter mais de um item com o mesmo nome. Os tipos incluem o número, lista de números, texto, lista de textos, o Data (horário), lista de Datas (horário), e texto(RTF). As flags são usadas controlando os atributos associados ao item, tal como lido ou escrito com segurança.      Os itens no "design notes" representam os elementos de programação de uma base de dados. Por exemplo, a disposição de um formulário de entrada é armazenada em texto RTF no item dentro de um formulário do "design notes". Isto significa que o projeto da base de dados pode ser replicada aos desktops dos usuários apenas como os seus dados próprios, fazendo a extremamente fácil de atualizar as aplicações.
Os itens no "Document notes" representam os dados de entrada do usuário ou computados. Um item nomeado "formulário" em um "Document notes" pode ser usado para ligar um documento ao um formulário do "design notes", que dirija ao cliente do Lotus Notes para fundir os itens do "Document notes" com a informação e o código do GUI representados em um determinado formulário do "design notes" com a finalidade de edição ou apresentação do formulário.
O resultante perda de amarração entre documentos no planejamento do trajeto da informação é um das pedras angulares do poder do Lotus Notes. Os bancos de dados tradicionais costumavam trabalhar com rìgidos esquemas de amarração, por outro lado, pode-se considerar o poder desta característica uma espada de duas pontas.
O desenvolvimento de aplicações para o Notes usa diversas linguagens de programação.
Por fórmula e LotusScript são as duas principais. O lotusScript é similar, e pode mesmo ser considerado uma especialização do, visual Basic, mas com a adição de muitas poderosas classes nativas que modelam o ambiente do Notes, visto que a fórmula é original ao Notes mas similar à língua da fórmula do Lotus 1-2-3. Desde a versão 5, Java (língua de programação)Java] e o Javascript são integrados também no Lotus notes. O LotusScript é a ferramenta preliminar para aplicações tornando-se o cliente do Notes, bem como processado em nível de usuário. O Java e o Javascript são as ferramentas preliminares para desenvolver aplicações para o acesso ao navegador (browser), permitindo que os navegadores emulem a funcionalidade do cliente do Notes. O cliente do Notes pode agora processar nativamente o código em Java e em Javascript, embora o desenvolvimento de aplicações requeira geralmente pelo menos algum código específico somente o Notes ou via navegador.
Entretanto, o cliente Mac cliente não suporta Java e os clientes Windows normalmente não suportam as versões mais recentes de Java.
Na versão 6, A Lotus estabeleceu a programação com interface XML além das opções já disponíveis.  A linguagem Domino XML (DXL) apresenta representações XML de todos os dados e recursos de planejamento  no modelo Notes, permitindo que qualquer ferramenta de edição para criar e modificar dados no Notes/Domino.
Aplicações Externas para o Lotus Notes, a IBM disponibiliza toolkits em C, C++, e Java para se conectar ao banco de dados do Domino e realizar um grande variedade de tarefas.  O C toolkit é o mais maturo e o C++ toolkit é uma versão voltada a linguagem por objetos do C toolkit, faltando muitas funções que o toolkit C fornece.  O toolkit Java é menos maduro dos três e pode ser usado para aplicação de necessidades básicas. **

## Banco de dados
As bases de dados do Notes são diferentes da DBMS desde que é originalmente centrista, permitem valores múltiplos nos itens (campos), não requer um esquema, não têm  controle de acesso interno e não armazenam dados em texto RTF. Entretanto, o Domino 7 suporta o uso da base de dados DB2 da IBM como uma alternativa para bases de dados do Notes, e você pode desenvolver uma base de dados do notes a uma base de dados relacional usando ferramentas como DECS, [LEI], JDBCSql para o Domino ou NotesSQL. As bases de dados relacionais são baseadas em um índice/chave ou em um relacionamento pai/filho. No Notes são estritamente contidas em um recipiente/relacionamento. Visto que a tentação para programadores da base de dados relacional é normalizar a base de dados, as bases de dados do notes devem ser *des-*normalizadas. Quando os campos do multi-valor puderem oferecer algum normalização, não é o que anota é projetado. Os colaboradores de RDBMS acham frequentemente difícil conceituar a diferença. Pode ser útil pensar no notes document como (uma "nota") como análogo a um original do xml armazenado nativa em uma base de dados (embora com limitações nos
tipos de dados e estrutura disponível).
Os benefícios desta estrutura de dados são:
necessidade de #Não definir o tamanho dos campos, ou &mdash os tipos de dados; embora você possa se você quiser; os #Atributos (= campos no Notes) que são nulos, não fazem espaço em uma base de dados; completamente #Construído em forma de texto.

## Usar como cliente de e-mail
Lotus Notes é normalmente empregado como um cliente de e-mail para usuários finais em grandes empresas, contabilizando mais de 120 milhões de usuários no total de acordo com os últimos cálculos da IBM.
Quando uma organização utiliza um Lotus Notes Server, isto significa que todos os usuários usam o cliente para Lotus Notes para ler e enviar seus e-mail e usar as suas base de dados. Entretanto, o Domino server também suporta o cliente para POP3 e IMAP, e como a extensão do produto (DAMO - Domino Access for Microsoft Outlook) suporta o acesso nativo para Outlook da Microsoft.  A Lotus também habilita o Domino Web Access, para permitir o uso das características de e-mail e calendário através dos navegadores Internet Explorer e Firefox web sobre plataformas Windows, Mac e Linux.
Há vários tipos de filtros para spam disponíveis, e um mecanismo de regras para permitir que o usuário defina sobre o processamento a ser realizado no servidor.

## Quais são as diferenças do Notes em relação aos outros clientes
O Lotus Notes é um ambiente único.  Ele foi projetado para ser uma aplicação colaborativa onde e-mail é apenas uma das inúmeras aplicações que podem ser executadas no cliente do software Notes.  O cliente Notes também foi projetado para ser executar em múltiplas plataformas incluindo o Windows, OS/2, Mac, SCO Open Desktop UNIX, e Linux.  Estes dois fatores resultaram em uma interface para usuário contendo algumas diferenças das aplicações que são executadas apenas no Windows.  A maioria destas diferenças frequentemente mantém a compatibilidade com as versões antigas, a favor das conformidade dos padrões do Windows UI.  Algumas destas diferenças incluem:
- Notes requer aos usuários selecionem um 'New Memo' para enviar um e-mail, além de um Novo Mail.
- Algumas teclas que estão em alguns dos outros populares aplicações de e-mail não funcionam no Notes.  Exemplos são:
  - O Notes usa Ctrl→M para criar um novo mail, em vez do Ctrl→N usado em outros cliente de e-mail   para este propósito.  (Embora, o e-mail do Netscape do Mozilla Thunderbird usem o Ctrl→M no PC, ou Shift→Command→M no Macintosh).
  - Ctrl→R, para criar uma resposta de e-mail, também não funciona do Notes, que usa o Alt→2,R para isto.
  - O Notes usa F9 para re-atualizar as informações e F5 para deslogar um usuário sem fechar o programa.  Algumas aplicações Microsoft (tais como, Outlook 2002, Explorer, Internet Explorer) usam F5 para atualizar as informações, outros (tais como Outlook 2003, Word, Excel) usam F9.  O uso da tecla F9 para atualizar as aplicações no PC antecedem a escolha do F5 da Microsoft.  Ela data de meados de 1980, quando o Lotus 1-2-3 era a aplicação mais popular do mercado.

- Para apagar um documento(ou e-mail) usando a tecla "delete" que apagara o mesmo em todas as pastas que ela aparece, desde que a pasta contenha os "links" do documento.  Alguns outros cliente de e-mail somente apagam o e-mail da pasta atual; se o e-mail esta em uma outra pasta ele permanece, exigindo do usuário caça-lo através de inúmeras pastas para apagar completamente uma mensagem. No Notes, clicar no "Remove from Folder" removera apenas o documento da pasta deixando todas as outras instâncias intactas.
- Para selecionar múltiplos documentos em um "Notes view" (janela de visualização), você precisa leva-los com o mouse até o próximo documento que você quer selecionar, usando sempre o Shift→Click action. (Detalhe: A Lotus planeja melhorar isto na versão "Hannover" do Notes, veja mais abaixo).
- A busca no Notes é do tipo "pesquisa por frase", a mais comum de todos os tipos de "busca", no Notes os usuários precisam esclarecer a forma da pesquisa booleana na busca de uma "string".  Com resultado, se os usuários precisam procurar por ‘limão and açúcar’ para a achar a frase que contém ‘limão com açúcar’.  Procurando por ‘limão açúcar’ você não consegue nenhum resultado.
- O mecanismo de busca por texto completo do Notes somente achará o e-mail no view ou pasta atual; se você clicar em busca enquanto você estiver na caixa de entrada (Inbox), será este o lugar da busca.  Para o usuário, pode parecer que o Notes perdeu o e-mail, neste caso, quando de fato, o usuário esta simplesmente "procurando no local errado".  (O local correto de iniciar a busca e na caixa de correio do Notes ("All Documents view"), se você quiser realizar a buscar em toda à caixa de correio.)

## Crítica
Críticas ao produto incluem:
- Muitos usuários finais, particularmente aqueles que usam a mensageiria, queixaram-se dos aspectos da interface gráfica para o usuário não sejam intuitivas.[3][4] Algumas dessas críticas são endereçadas a versões atuais.
- A saída de e-mail do escritório foi projetada para limitar o tráfego, emitindo as mensagens para fora do escritório as 2 da manhã apenas (por defeito) em vez de imediatamente depois que as mensagens são recebidas, dando a impressão que o Notes não esta funcionando. As versões recentes aumentaram a freqüência de saída de e-mail do escritório, que são  agora emitidos em espaços de horas.
- Configurações para o arquivamento a princípio eram complexos, e frequentemente não se criava o arquivo imediatamente, (o arquivo era criado quando o primeiro e-mail era arquivado). Isto pode ter conduzido a alguns usuários acreditar que o Notes não funcionava.
- Alguns usuários começaram a se confundir com a busca "Starts with" e as características de busca do texto completo oferecidas pelo NOTES UI, a versão anterior procurava somente os dados que são visíveis na coluna visível da pasta (folder). Os defensores do produto indicam que a opção de busca de texto completo forneceu precisão superior ao Notes desde os idos de 1990, visto que o rival Microsoft Outlook somente ofereceu esta característica na versão do começo de 2007, confiando em plug-ins de terceiros para fornecer esta funcionalidade.
- É difícil ler seu e-mail do notes de uma arquivo fora do NSF com todos os outros softwares.

## História
O Lotus Notes tem uma história de mais de 20 anos.  A inspiração veio do PLATO Notes, criado por David Woolley na Universidade de Ilinois em 1973. Na terminologia de hoje, PLATO Notes foi um sistema de mensageiria, e a base da comunidade online que prosperou por mais de 20 anos no PLATO system.  Ray Ozzie, que em 2006 sucedeu a Bill Gates como Arquiteto-Chefe de Software na Microsoft, trabalhou com o PLATO enquanto frequentava a universidade de Ilinois nos idos de 1970.  Quando a tecnologia para PC começou a florescer, Ozzie fez um trato com Mitch Kapor, o fundador da Lotus Development Corporation, que resultou na formação da Iris Associates em 1984 para desenvolver produtos que combinariam as capacidades do PCs com as ferramentas de colaboração promovidas no PLATO.  O acordo colocou o controle do desenvolvimento do produto sobre Ozzie e Iris, e das vendas e no mercado com a Lotus.  Em 1994, após o lançamento e o sucesso no mercado do Notes R3, a Lotus comprou a Iris.  Em 1995 a IBM comprou a Lotus.
Quando o Lotus Notes foi liberado, o nome "Notes" se referia a ambos os componentes para clientes e servidores. Em 1996, a Lotus liberou um add-on para o servidor Notes 4 chamado "Domino". Este add-on permitia que os documentos do Notes fossem criados de forma automática uma imagem conforme o modelo como um página web em tempo real.  com a versão Notes 4.5, após um ano, o servidor web Domino foi integrado ao core do servidor Notes, que foi renomeado para "Domino".  Os clientes permaneceram como "Notes", enquanto os componentes do servidor agora se chamavam "Domino".  Entretanto, um pode freqüentemente ser confundido com o outro.

## Versões
Histórico das versões
- Versão 1 - 1989
- Versão 1.1 - 1990
- Versão 2 - 1991
- Versão 3 - Maio 1993
- Versão 4 - Janeiro 1996
- Versão 4.5 - Dezembro 1996
- Versão 4.6
- Versão 5 - 1999
- Versão 5.0.8
- Versão 5.0.13a - Última versão lançada da série 5
- Versão 6.0 - Setembro 2002
- Versão 6.5 - Setembro 2003
- Versão 7.0 - Agosto 2005
- Versão 7.0.1 - Julho 2006
- Versão 8.0 - Agosto 2007
- Versão 8.0.1
- Versão 8.0.2 Fix Pack 1
- Versão 8.0.2 Fix Pack 2
- Versão 8.0.2 Fix Pack 3
- Versão 8.0.2 Fix Pack 4
- Versão 8.0.2 Fix Pack 5
- Versão 8.0.2 Fix Pack 6
- Versão 8.5 - Agosto 2009
- Versão 8.5 Fix Pack 1
- Versão 8.5.1 - Outubro 2009
- Versão 8.5.1 Fix Pack 1 - Janeiro 2010
- Versão 8.5.1 Fix Pack 2 - Março 2010
- Versão 8.5.1 Fix Pack 3 - Maio 2010
- Versão 8.5.1 Fix Pack 4 - Agosto 2010
- Versão 8.5.1 Fix Pack 5 - Setembro 2010
- Versão 8.5.2 - Agosto 2010
- Versão 8.5.2 Fix Pack 1 - Dezembro 2010
- Versão 8.5.2 Fix Pack 2 - Março 2011
- Versão 8.5.2 Fix Pack 3 - Julho 2011
- Versão 8.5.2 Fix Pack 4 - Dezembro 2011
- Versão 8.5.3 - Outubro 2011
- Versão 8.5.3 Fix Pack 1 - Março 2012
- Versão 8.5.3 Fix Pack 2 - Julho 2012
- Versão 8.5.3 Fix Pack 3 - Novembro 2012
- Versão 8.5.3 Fix Pack 4 - Abril 2013
- Versão 8.5.3 Fix Pack 5 - Agosto 2013
- Versão 8.5.3 Fix Pack 6 - Dezembro 2013
- Versão 9.0 - Março 2013
- Versão 9.0.1 - Outubro 2013
- Versão 9.0.1 Fix Pack 1 - Abril 2014
- Versão 9.0.1 Fix Pack 2 - Agosto 2014
- Versão 9.0.1 Fix Pack 3 - Janeiro 2015
- Versão 9.0.1 Fix Pack 4 - Junho 2015
- Versão 9.0.1 Fix Pack 5 - Novembro 2015
- Versão 9.0.1 Fix Pack 6 - Maio 2016
- Versão 9.0.1 Fix Pack 7 - Setembro 20146
- Versão 9.0.1 Feature Pack 8 - Março 2017
- Versão 9.0.1 Feature Pack 9 - Agosto 2017
- Versão 11 - HCL Notes - 2019

Fonte: http://www-01.ibm.com/support/docview.wss?uid=swg27010592
Versões disponíveis do Servidor
- 8.0.0 para Windows
- 8.0.0 para Linux/x86
- 8.0.0 para AIX
- 7.0.1 para i5/OS (OS/400 v5)
- 7.0.1 para Sun Solaris
- 6.5.5 para Windows EXE
- 6.5.5 para Sun Solaris

Versões disponíveis do Cliente
- 8.0.0 para Windows
- 7.0.1 para Macintosh
- 8.0.0 para Linux/x86 (Red Hat & SuSE inicialmente)

## Futuro
Desde a aquisição da Lotus pela IBM, alguns analistas do meio industrial e autores da impressa de comportamento dos negócios, junto com os competidores da IBM, fizeram predições da iminente morte do Lotus Notes.  Um exemplo notável disto foi um artigo publicado na revista Forbes intitulado "The decline and fall of Lotus", publicado em Abril de 1998.  Neste momento, a IBM declarou que a base instalada do Lotus Notes tinha sido quase triplicada de uma estimativa de 42 milhões de sites em Setembro de 1998 para mais de 125 milhões em 2006.
Especulações sobre o declínio do Notes pegaram fogo e causaram confusão no mercado pelo anúncio da IBM de dar ênfase na comercialização do Websphere e IBM Workplace em 2003 e 2004.  O Workplace da IBM, entretanto, foi descontinuado, e estas confusões sobre o futuro do Notes e do Domino acabaram por servir para aumentar o debate público.  Considerando que o futuro de qualquer produto no setor de tecnologia não pode ser predito, a IBM anunciou que continuará a investir pesadamente na pesquisa e no desenvolvimento da linha de produtos da Lotus Notes. O Notes 8, que previamente utilizou o código-nome "Hannover" (após a 22ª reunião do grupo de usuários do Notes alemão, onde foi pela primeira vez mostrada ao público) incorporara o Notes em uma a Eclipse framework e incluirá suporte a "produtividade de edição" baseada no formato OpenDocument.  A versão para Linux do Notes 7.0.1 já foi desenvolvida pela Eclipse, e um  beta do Notes 8 está em progresso em mais de  100 empresas participantes, e na conferência do Lotusphere em Janeiro de 2007, a IBM anunciou que um beta em grande escala começará este mês.  Além disso, o executivo da IBM Ken Bisconti fez um comentário público em diversas ocasiões asegurando que haverá as versões 8, 9 e 10 do Notes e Domino.
O processo de desenvolvimento de inovações na versão 8 do Notes foi feito através de técnicas de colaboração em massa. Em um período de tempo muito menor que o típico, milhares de ideias e sugestões de inovações e melhorias foram coletadas. Este processo resultou em um conjunto de funções que hoje (com o Notes 8 já lançado em 14 de agosto de 2007) fazem parte de um roadmap que passa de 2012.
Apesar disso, em 2005, alguns analistas concluíram que a Lotus esta perdendo o mercado para a Microsoft Exchange. Não há um acordo geral, entretanto, sobre os métodos para calcular de forma precisa o mercado de messageria e de colaboração.
A metodologia utilizada no Brasil para definição de market share é baseada na renda que as empresas reportam em um período específico. Nesta metodologia, o Lotus Notes sai prejudicado visto que nos contratos corporativos Microsoft, são incluídas licenças de Exchange que não são utilizadas pelas empresas. Dentre apenas 2 destas empresas, podemos somar 130.000 licenças de Exchange que são reportadas pela Microsoft mas que na verdade estas empresas utilizam Lotus Notes.
Um número interessante para ser analisado é a participação do Lotus Notes nas empresas da lista Fortune 500. Nesta lista, 78% das empresas são usuárias de Lotus Notes.
Gráficos baseados na contagem dos números de usuários podem ser distorcidas pela presença dos usuários não utilizadores que são contados em conseqüência "de tipo de pacotes CALs" (licenças), e os gráficos baseados na contagem de cliente podem ter sido distorcidos pela diferença de tamanhos dos tipos de organização do cliente. A IBM afirmou que o crescimento mostrado no gráfico de rendimento para cada tipo de Lotus, como publicado em seu relatório financeiro anual, mostra a força do produto Notes da Lotus no mercado. De acordo com estes gráficos, a linha de produtos Notes e o Domino se sustentou em dois dígitos desde 2004 e continuando até 2006, incluindo 30% de crescimento ano-a-ano no Q4 de 2006 (apresentação de Ken Bisconti no Lotusphere 2007).
Tanto o Notes quanto o Domino são propriedade da indiana HCL Technologies, desde 2019.